# CRYGB
CRYGB (англ. Crystallin gamma B) – білок, який кодується однойменним геном, розташованим у людей на короткому плечі 2-ї хромосоми.  Довжина поліпептидного ланцюга білка становить 175 амінокислот, а молекулярна маса — 20 908.
| 10         |  | 20         |  | 30         |  | 40         |  | 50         |
| ---------- |  | ---------- |  | ---------- |  | ---------- |  | ---------- |
| MGKITFYEDR |  | AFQGRSYECT |  | TDCPNLQPYF |  | SRCNSIRVES |  | GCWMIYERPN |
| YQGHQYFLRR |  | GEYPDYQQWM |  | GLSDSIRSCC |  | LIPPHSGAYR |  | MKIYDRDELR |
| GQMSELTDDC |  | ISVQDRFHLT |  | EIHSLNVLEG |  | SWILYEMPNY |  | RGRQYLLRPG |
| EYRRFLDWGA |  | PNAKVGSLRR |  | VMDLY      |  |            |  |            |

A: Аланін

C: Цистеїн

D: Аспарагінова кислота

E: Глутамінова кислота

F: Фенілаланін

G: Гліцин

H: Гістидин

I: Ізолейцин

K: Лізин

L: Лейцин

M: Метіонін

N: Аспарагін

P: Пролін

Q: Глутамін

R: Аргінін

S: Серин

T: Треонін

V: Валін

W: Триптофан

Задіяний у такому біологічному процесі як поліморфізм. 